# João Bosco Penido Burnier
João Bosco Penido Burnier, S.J. (Juiz de Fora, 12 de junho de 1917 — Goiânia, 12 de outubro de 1976) foi um sacerdote jesuíta brasileiro que dedicou os anos de sua vida à Igreja até ser morto por agentes da ditadura militar.
É um dos casos que é investigados pela Comissão Nacional da Verdade.

## Biografia
Padre João Bosco Penido Burnier nasceu em Juiz de Fora, Minas Gerais, no dia 12 de junho de 1917. Filho de Henrique Burnier e Maria Cândida Penido, sendo o quinto filho de uma família de nove irmãos.
Dois de seus oito irmãos também se dedicaram à vida religiosa: Frei Martinho da dominicano e o monsenhor Vicente Burnier, o primeiro sacerdote surdo do Brasil, que ficou conhecido como um dos padres mais atuantes da Pastoral dos Surdos.
Aos 11 anos de idade, Padre João Bosco Penido Burnier foi para um seminário em Paquetá, no Rio de Janeiro, em 1928. De lá, seguiu para Rio Comprido e para o Seminário Maior, em Roma, onde concluiu realizou um mestrado em Filosofia e Teologia na Pontifícia Universidade Gregoriana. Anos mais tarde, em 1946, foi ordenado sacerdote e complementou sua formação na Espanha. Burnier era ligado ao Conselho Indigenista Missionário (Cimi). Fazia trabalho pastoral junto a camponeses e indígenas, denunciando violências cometidas por latifundiários e agentes públicos.
Seu retorno para o Brasil ocorreu em 1954, após ser nomeado assistente da Companhia de Jesus na América Latina e vice-provincial da região de Minas Gerais, Goiás e Espírito Santo. Também participou da fundação do Colégio dos Jesuítas, em Juiz de Fora e respondeu pelos cargos de mestre de noviços e diretor espiritual dos juniores. Os anos de sua vida madura foram dedicados à Missão de Diamantino, Mato Grosso, servindo junto aos índios beiço de pau e bacairis, quando participou da coordenação regional do CIMI. Um de seus trabalhos mais notáveis com os índios foi na Missão Anchieta, segundo o padre Egon Heck, coordenador do CIMI de Mato Grosso do Sul.

## Morte
João Bosco Penido Burnier foi morto no dia 11 de outubro de 1976 por policiais em Ribeirão Cascalheira (na época chamada de Ribeirão Bonito), no Mato Grosso. O padre estava visitando a cadeia junto a outros padres e ao bispo Dom Pedro Casaldáliga, com o objetivo de interceder por pessoas que, após terem sido presas sem mandado judicial ou flagrante delito estavam sendo torturadas. Eram elas Margarid Barbosa da Silva, Yolanda Elisa de Santos, Santana Rodrigues de oliveira Santos e José pereira Andrade.

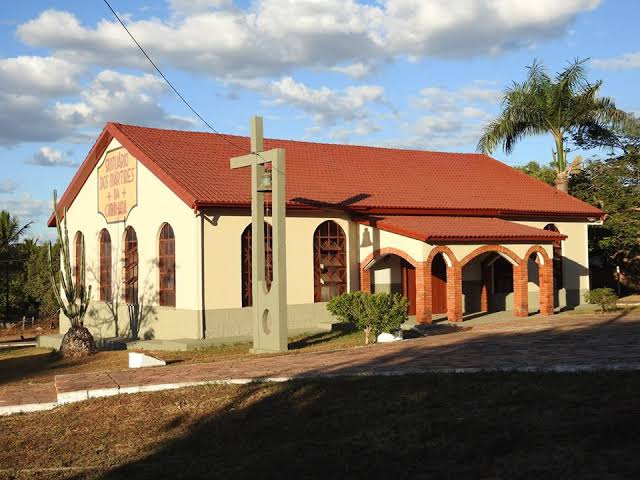
Santuário dos Mártires da Caminhada, construído dez anos após o assassinato do Padre João Bosco.

Na delegacia quatro policiais receberam os religiosos de maneira truculenta, com até ameaças de morte, mesmo eles tendo avisado que estavam ali a pedidos de hierarquia das forças de segurança. O padre foi baleado ao interceder em favor de duas  dessas mulheres presas que estavam sendo torturadas. Dom Pedro Casaldáliga contou em seu depoimento que "era possível ouvir os gritos da rua".
Segundo Dom Pedro, as mulheres eram ameaçadas com um caititu bravo que poderia despedaçá-las. O assassino foi o soldado Ezy Ramalho Feitosa, que lhe deu um soco, uma coronhada e um tiro de bala dum dum na nuca. Gravemente ferido, o religioso foi internado no Instituto Neurológico de Goiânia, mas não resistiu aos ferimentos.
O assassinato do jesuíta aumentou a tensão entre a ditadura e a hierarquia católica, que denunciou o crime nas missas dominicais. A reação ao crime desencadeou protestos de estudantes em várias universidades. Nove dias depois da sua morte, o povo invadiu a delegacia, soltou os presos e destruiu o prédio.
Seu corpo permanece sepultado no seminário menor, Jesus o Bom Pastor, em Diamantino, no Mato Grosso. A cerimônia de despedida do padre foi acompanhada por mais de duas mil pessoas, juntamente com um caravana de 45 carros. No mesmo dia do assassinato, a população de Ribeirão destruiu e incendiou a delegacia.
Com 33 anos de atraso, o Governo Federal admitiu, no início de dezembro de 2009, através do trabalho da Comissão Especial sobre Mortos e Desaparecidos Políticos, CEMDP, que o assassinato do Padre Burnier foi provocado pelo regime militar. O reconhecimento oficial da culpa do Estado na morte repara um erro histórico e abre caminho para a indenização dos familiares de Burnier.
O nome religioso consta no Dossiê ditadura: mortos e desaparecidos políticos no Brasil (1964-1985), organizado pela Comissão de Familiares de Mortos e Desaparecidos Políticos. O seu caso já havia sido apresentado anteriormente à CEMDP, mas foi indeferido em 24 de abril de 1997.

## Homenagens
Uma rua localizada no bairro do Trevo, em Belo Horizonte, Minas Gerais, foi batizada com o seu nome. Assim como uma rua no bairro Camobi, em Santa Maria (RS), como uma praça no bairro Jardim Julieta em São Paulo e outra rua no conjunto Habitacional P, em Campinas (SP). Ainda um bairro na cidade de Rondonópolis (MT) recebeu seu nome, homenageado pelas mais de 400 famílias sem teto que, após grilarem a propriedade, a polícia tentou tira-los com a força, mas com a intervenção do Padre Lothar Bauchrowitz o local foi adquirido pelo padre e a prefeitura e empossado pelo povo.  
O livro "O Sangue pela Justiça", escrito pelo padre José Coelho de Souza, foi publicado em 1978. Dom Pedro Casaldáliga escreveu "Martírio do Padre João Bosco Burnier" em 2006. A obra reconstituí por meio de documentos e depoimentos a vida e o martírio do mesmo.
Hoje, "Burnier" é o nome de uma ONG em defesa dos direitos humanos e de escolas em Minas Gerais e Mato Grosso.
No local em que o jesuíta agonizou, aguardando transporte para atendimento médico foi erguida uma capela que até hoje é visitada por amigos, religiosos e romeiros. Em julho de 2006, a romaria dos Mártires da Caminhada, em Ribeirão Cascalheira, Mato Grosso, marcou as homenagens relativas ao 30º ano do assassinato do religioso. A cerimônia teve a participação de cerca quatro mil pessoas, contando com a presença de dom Pedro Casaldáliga e de outros líderes religiosos, assim como de integrantes da Comissão Pastoral da Terra (CPT).